# Galería Nacional de Australia
La Galería Nacional de Australia (NGA; en inglés, National Gallery of Australia) es el museo nacional de arte de Australia, ubicado en Camberra, en el Territorio de la Capital Australiana. Establecido en 1967 por el gobierno australiano, la Galería Nacional es uno de los museos de artes más grande de Australia, y contiene más de 166,000 obras de artes.

## Historia

### Establecimiento
El artista australiano prominente Tom Roberts había ejercido presión a muchos primeros ministros australianos, empezando con el primero, Edmund Barton.  El primer ministro Andrew Fisher aceptó la proposición en 1910, y el siguiente año el Parlamento estableció un comité bipartidista de seis dirigentes políticos—el Comité de Monumentos Histórico.  El Comité decidió que el gobierno tendría que recoger retratos de gobernadores generales, parlamentarios y los padres "principales" de federación, y que los retratos fuesen pintados por artistas australianos.  Esto llevó al establecimiento del Commonwealth Art Advisory Board (CAAB; Consejo Asesor Commonwealth de Artes), el cual era cargado de la adquisición de obras de arte hasta 1973.  No obstante, el Parliamentary Library Committee (Comité de Biblioteca Parlamentario) también recogió pinturas para las colecciones australianas del Commonwealth Parliamentary Library (Biblioteca Parlamentaria Commonwealth), incluyendo paisajes, notablemente la adquisición de "Allegro con brio, Bourke St West" de Tom Roberts en 1918. Antes de la apertura de la Galería se mostraron estas pinturas dentro de la Casa de Parlamento, en las oficinas oficiales, incluyendo misiones diplomáticas en el extranjero, y Galerías Estatales.
Desde 1912, la construcción de un edificio permanente para cargar la colección en Camberra fue la prioridad principal del CAAB. Sin embargo, en este periodo hubo dos guerras mundiales y la Depresión, y los gobiernos siempre habían considerado que otras prioridades fuesen más urgente, incluyendo la construcción y expansión rápida de la infraestructura inicial de Camberra, la Casa de Parlamento Vieja en la década de 1920, y las oficinas de gobierno, Lago Burley Griffin y la Biblioteca Nacional de Australia en las décadas de 1950 y 1960. Por último en 1965, el CAAB convenció al primer ministro Robert Menzies que empiecen a establecer la Galería. El 1 de noviembre de 1967, el primer ministro Harold Holt anunció formalmente que el gobierno construyese el edificio.

### Ubicación
El diseño del edificio fue complicado debido a la dificultad de seleccionar una ubicación apropiada, la cual fue afectado por el plan del Triángulo Parlamentario. El desafío mayor fue el sitio de la nueva Casa de Parlamento. En el plan original de Camberra por Griffin en 1912, la Casa de Parlamento lo que se debió construir en Colina Camp, entre Colina Capital y la Casa Temporada de Parlamento, y se debió construir un capitolio encima de Colina Capital. Griffin imaginó que el capitolio fuese "una estructura administrativa general para eventos populares y ceremonias, para guardar archivos o conmemorar logrados australianos". En la década de 1960, la Comisión del Desarrollado de la Capital Nacional (NCDC) propinó que el sitio de la nueva Casa de Parlamento ser trasladado a la orilla de Lago Burley Griffin, que una plaza nacional ('National Place') ser construido, y que la Galería ser construido encima de la Colina Capital, al lado de otros institutos culturales y nacionales. Esto fue de acuerdo con los planes de 1958 y 1964 por William Holford.
En 1968, Colin Madigan, de Edwards Madigan Torzillo and Partners, ganó el concurso del diseño del edificio, y aunque ningún diseño podía ser finalizado debido a la deuda del sitio final. Dijo primer ministro John Gorton:
"El concurso tenía como un fin ni un diseño final del edificio, sino intentaba seleccionar un arquitecto que fuese decidido e imaginativo, el cual se fuese encargado a entregar el diseño real de la Galería."
Gorton propinó al Parlamento en 1968 para que apoyase el sitio de la nueva Casa de Parlamento del Holford, el cual fue por el lago. El Parlamento lo rechazó, y siguió investigando sitios en Colina Camp y Colina Capital. Luego, el Gobierno decidió que la Galería no se pudiese construir ahí en el sitio de Colina Capital. En 1971, seleccionó un sitio de 17 hectáreas por la Galería, en el lado oriental del sitio propuesto de National Place, entre la Terraza King Edward. Aunque no fue probable que fuese exitosa la idea de construir una Casa de Parlamento al lado del lago, estaba previsto una construcción sobre pilotes del National Place (para que se obsquese el parqueadero) y rodeada por instituciones nacionales y oficinas de gobierno. El plan de Madigan incluyó la Galería, un edificio para la Corte Alta de Australia, y llevó a la ubicación de la Biblioteca Nacional al lado occidental.

### Desarrollo del diseño
El diseño final de Madigan fue basado en comentarios preparados por la NCDC con la aportación de James Johnson Sweeney y James Mollison. Sweeney fue el director del Museo Guggenheim entre 1952-1960 y el director del Museo de Artes Fines, Houston, Estados Unidos, y había sido nombrado así para asesorar sobre el muestro y almacenamiento de obras. En 1989, Mollison dijo que "el tamaño y la forma del edificio había sido determinado conjunto por Colin Madigan, Sweeney y la NCDC. No fui de capaz de alterar en cualquier manera la apariencia del interior ni exterior... es difícil trabajar en este edificio para asegurarse que las obras sean más importantes que el edificio sí mismo". La construcción del edificio comenzó en 1973, y se desveló una placa por el primer ministro Gough Whitlam. En 1982, se abrió el edificio por Isabel II del Reino Unido. El costo de construcción fue A$82 millones.

### El edificio

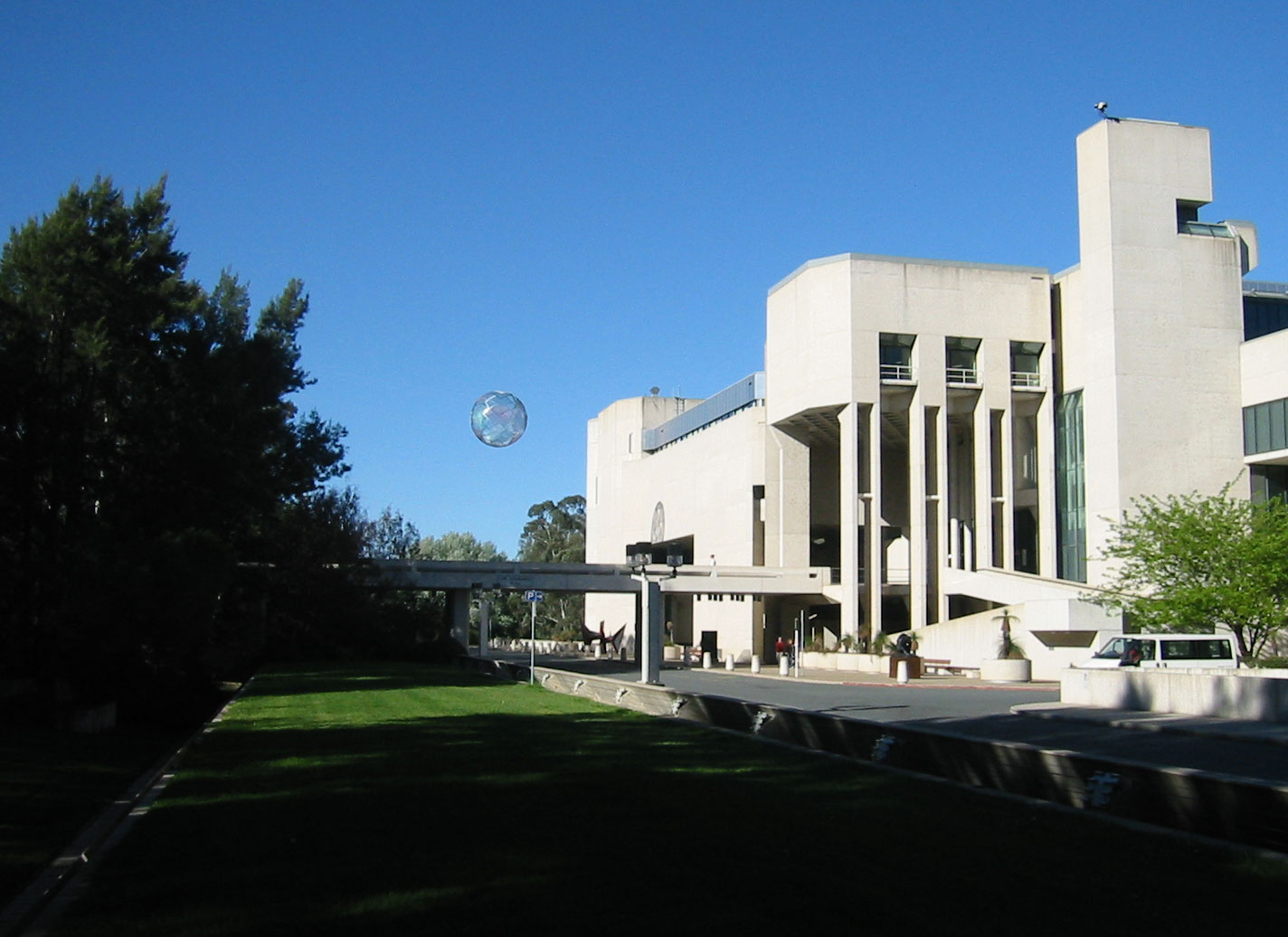
Previo de las renovaciones de 2004

El edificio de la Galería Nacional adoptó el estilo del arquitectura brutalista a finales del siglo XX. Se caracteriza por masas angulares y superficies de concreta, y se rodeada por una serie de jardines de esculturas, donde crecen plantas y árboles nativas australianas.
La geometría del edificio es basada en una triángulo, que se pueden ver manifestado lo más en las cuadrículas distinguidas que forman el techo y las baldosas del piso principal. Madigan habló del diseño: "la intención fue que el concepto arquitecto le inculcar a la gramática del diseño un sentido de libertad, así que se podría ser influenciado el edificio por cualquier cambio e igualmente podría seguir expresando su propósito verdadero". Esta geometría fluya por el edificio y se refleja en los torres triangulares de escaleras, columnas y otros elementos del edificio.
El edificio es construido principalmente de concreta reforzada por bujarda, y este material fue originalmente la superficie de las paredes interiores. Recientemente, las paredes interiores han sido cubiertos con madera pintada, para permitir más flexibilidad en el mostrar de obras.
El edificio tiene 23,000 metros cuadrados de superficie de suelo. El diseño proporciona espacio para el mostrar y el almacenamiento de obras de arte, y para tener cabida de los conservadores y empleadores de la Galería. Hay tres pisos de galerías. En el piso principal, las galerías son grandes, y se usan para mostrar las colecciones de obras indígenas australianas y de obras europeas y americanas (llamado 'internacionales' por la Galería). El piso de abajo también contiene una serie de galerías grandes, que fueron originalmente intentado tener cabida de esculturas, pero ahora se usan para mostrar la colección de obras de arte asiáticas. El último piso contiene una serie de galerías más pequeñas, que ahora se usan para mostrar la colección de la Galería de obras de arte australianas. Las fuentes de luz entre las salas pretende ser indirectas deliberadamente para no detraer desde las obras sí mismas.
La Corte Alta y la Galería Nacional fueron agregadas a la lista de Herencias Nacionales de Australia en noviembre de 2007.

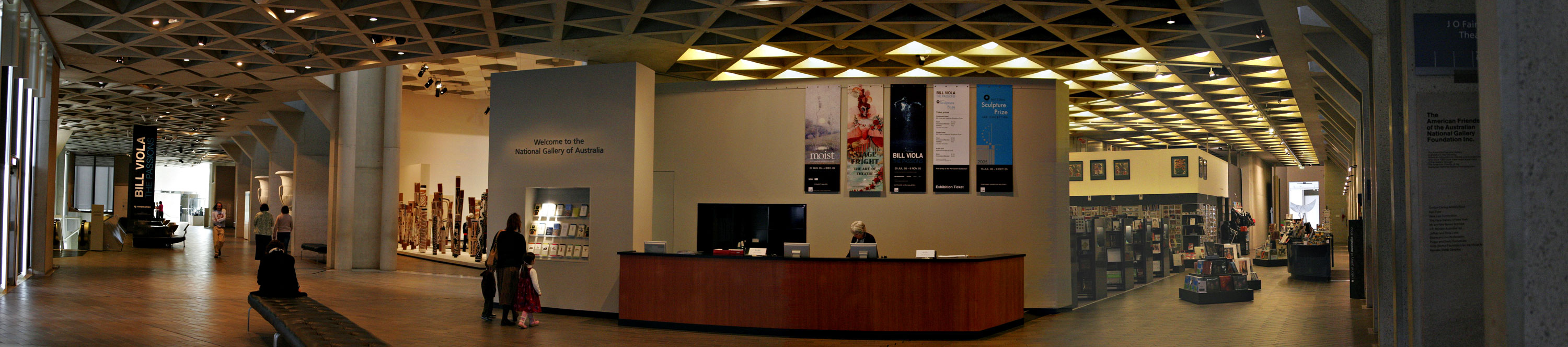
Área de la entrada de la Galería Nacional en 2005, antes de que fue completada la extensión en 2010.

### Extensiones
El edificio de la Galería ha sido extendida dos veces. La primera vez fue la construcción de nuevas galerías temporadas al lado oriental del edificio en 1997, diseñadas por Andrew Andersons de PTW Architects. Esta extensión incluyó un jardín de esculturas, diseñado por Fiona Hall. La segunda extensión fue el proyecto de ampliación, que incluyó una nueva entrada y una expansión al jardín australiano en 2006.
Ha habido propuestos para la construcción de una nueva entrada que daría cara a la Terraza King Edward. Madigan expresó sus preocupaciones sobre estos propuestos y afirmó que los cambios podrían afectar sus derechos morales como el arquitecto. Director anterior Betty Churcher también criticaba duramente los cambios al edificio. 
El Ministro de los Artes y Deportes, senador Rod Kemp, anunció el 13 de diciembre de 2006 que el gobierno australiano proporcionara A$92.9 millones para un proyecto de ampliación para la Galería. Las ampliaciones al edificio fueron diseñadas para crear nuevas áreas de entrada, para mejorar el acceso público al edificio y aumentar el almacenamiento de colecciones significativamente, especialmente las de obras indígenas australianas. Se abrió oficialmente la primera parte del proyecto el 30 de septiembre de 2010 por la gobernadora-general de Australia, Quentin Bryce.

## El desarrollo de la colección
En 1976, el Concejo de la Galería anunció la posición permanente de un director de la Galería, una carga que fue llenado por James Mollison desde 1971. El nuevo primer ministro Malcolm Fraser declaró el nombramiento de Mollison como Director en 1977.

### James Mollison
Mollison es notable para el establecimiento de la Galería y porque contribuyó a la colección existente, que consistió primariamente de pinturas australianas, por la compra de varios iconos de artes occidentales modernas. Las obras más conocidas fueron Blue Poles por Jackson Pollock del precio de $1.3 millones, y Woman V por Willem de Kooning por $650,000, en 1974. En ese momento, estas compras fueron controvertidas, pero en la actualidad se ven como adquisiciones visionarias.
Agrandó las otras colecciones, a menudo con el apoyo de donaciones. En 1975, Arthur Boyd presentó miles de sus obras a la Galería. En 1977, Mollison convenció a Sunday Reed de donar la serie de Ned Kelly por Sidney Nolan a la Galería. Nolan había disputado la propiedad de Reed de estas pinturas, pero la disputa fue resuelto por la donación. En 1981, Albert Tucker y su esposa presentaron una colección significa de obras de Tucker a la Galería. Debido a eso y otras donaciones más recientes, la Galería Nacional ya tiene la mejor colección existente de artes australianos.
Además, organizó muchas exposiciones itinerantes, y la más famosa fue The Great Impressionist Exhibition en 1984.
La sucesora, Betty Churcher, dijo de él "fue de estatura casi legendario y él hubo construido una gran y comprensiva colección por sí solo; había presidido de la colección por más de 20 años, y del instituto por siete años--verdaderamente, la Galería fue suya, y fue su logrado profesional."

### Betty Churcher
Betty Churcher fue nombrada la directora de la Galería Nacional en 1990. 

### Brian Kennedy
Brian Kennedy fue nombrado el director en 1997.

### Ron Radford
Ron Radford fue nombrado el director en 2004.

### Gerard Vaughan
El 10 de noviembre de 2014, Gerard Vaughan fue nombrado como director de la Galería Nacional. Anteriormente, Vaughan era el director de la Galería Nacional de Victoria desde 1999—2012.

## Colección

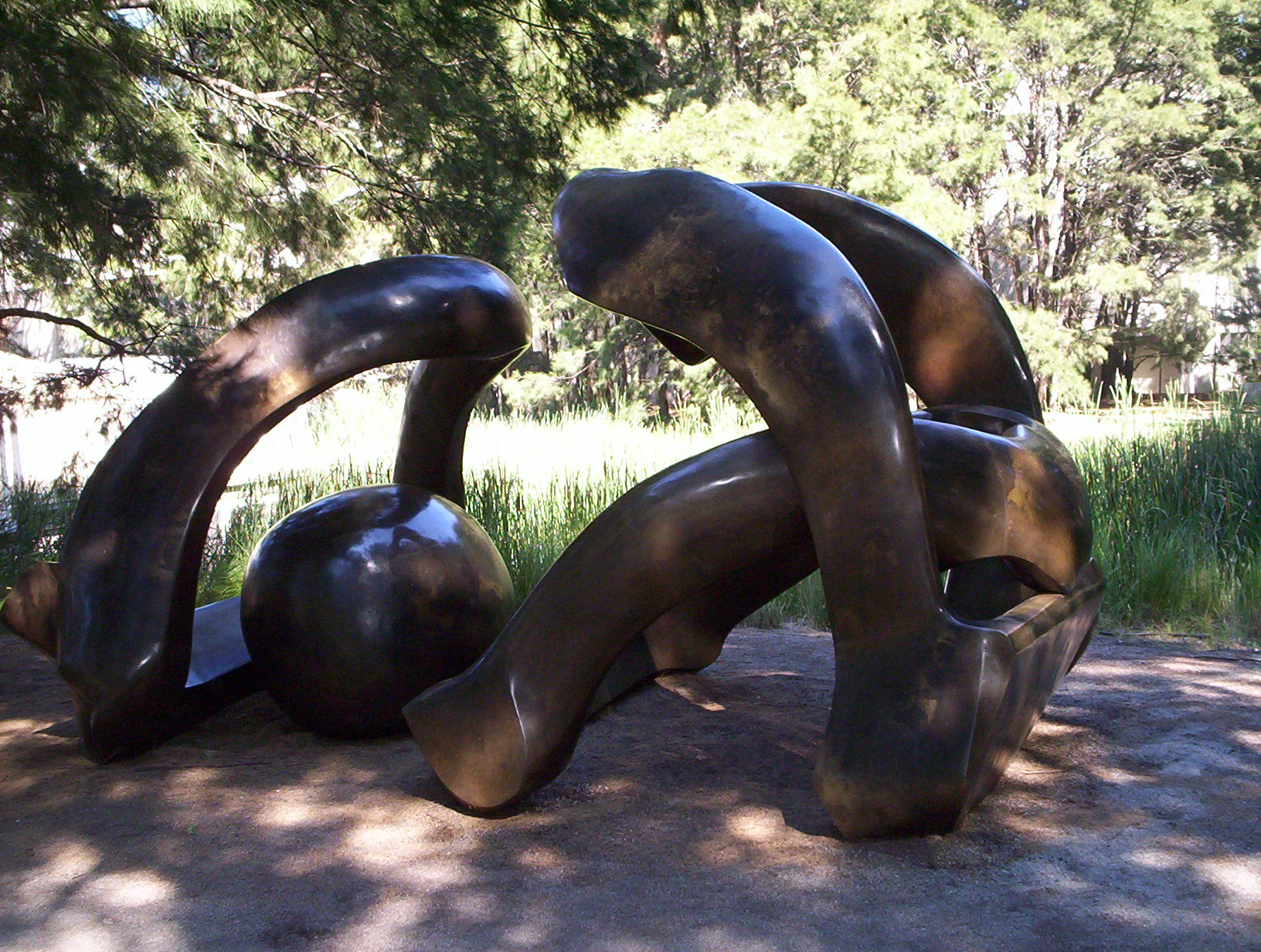
Henry Moore: Hill Arches, en el Jardín de Esculturas

La colección de la Galería Nacional de Australia incluye:
- Arte australiano
- Arte de la gente aboriginal y Isleños del estrecho de Torres
- Arte de la tradición europea (a partir del asentamiento europeo hasta la actualidad)
- Arte occidental (de la edad media hasta la edad moderna, pero principalmente moderna)
- Arte oriental (de Asia del Sur y Asia Oriental, principalmente tradicional)
- Arte moderno (internacional)
- Arte del pacífico (de Melanesia y Polinesia, principalmente tradicional)
- Fotografía (internacional, y australiana)
- Artesanía (internacional)
- El Jardín de Esculturas (Auguste Rodin y otros artistas modernos)

## Exposiciones mayores
- The Great Impressionist Exhibition (1984)
- Ken Tyler: Printer Extraordinary (1985)
- Angry Penguins and Realist Painting in Melbourne in the 1940s (1988)
- Under a Southern Sun (1988–89)
- Australian Decorative Arts, 1788–1900 (1988–89)
- Word as Image: 20th Century International Prints and Illustrated Books (1989)
- Rubens and the Italian Renaissance (1992)
- The Age of Angkor: Treasures from the National Museum of Cambodia (1992)
- Surrealism: Revolution by Night (1993)
- 1968 (1995)
- Turner (1996)
- Rembrandt: A Genius and his Impact (1997–98)
- New Worlds from Old: 19th Century Australian and American Landscapes (1998)
- An Impressionist Legacy: Monet to Moore, The Millennium Gift of Sara Lee Corporation (1999)
- Monet & Japan (2001)
- William Robinson: A Retrospective (2001–02)
- Rodin: A Magnificent Obsession, Sculpture and Drawings (2001–02)
- Margaret Preston, Australian Printmaker (2004–05)
- No Ordinary Place: The Art of David Malangi (2004)
- The Edwardians: Secrets and Desires (2004)
- Bill Viola: The Passions (2005)
- James Gleeson: Beyond the Screen of Sight (2005)
- Constable: Impressions of Land, Sea and Sky (2005)
- Imants Tillers: Inventing Postmodern Appropriation (2006)[16]
- George W. Lambert Retrospective: Heroes & Icons (2007)[17]
- Turner to Monet: The Triumph of Landscape (2008)
- Degas: Master of French Art (2009)
- McCubbin: Last Impressions 1907–1917  (2009)
- Masterpieces from Paris (2010), on loan from Musée d'Orsay.
- Ballets Russes: The Art of Costume (2011)
- Renaissance: 15th & 16th Century Italian Paintings from the Accademia Carrara, Bergamo (2011–2012)
- Toulouse-Lautrec - Paris & the Moulin Rouge (2012–2013)

### Colección de obras indígenas australianas

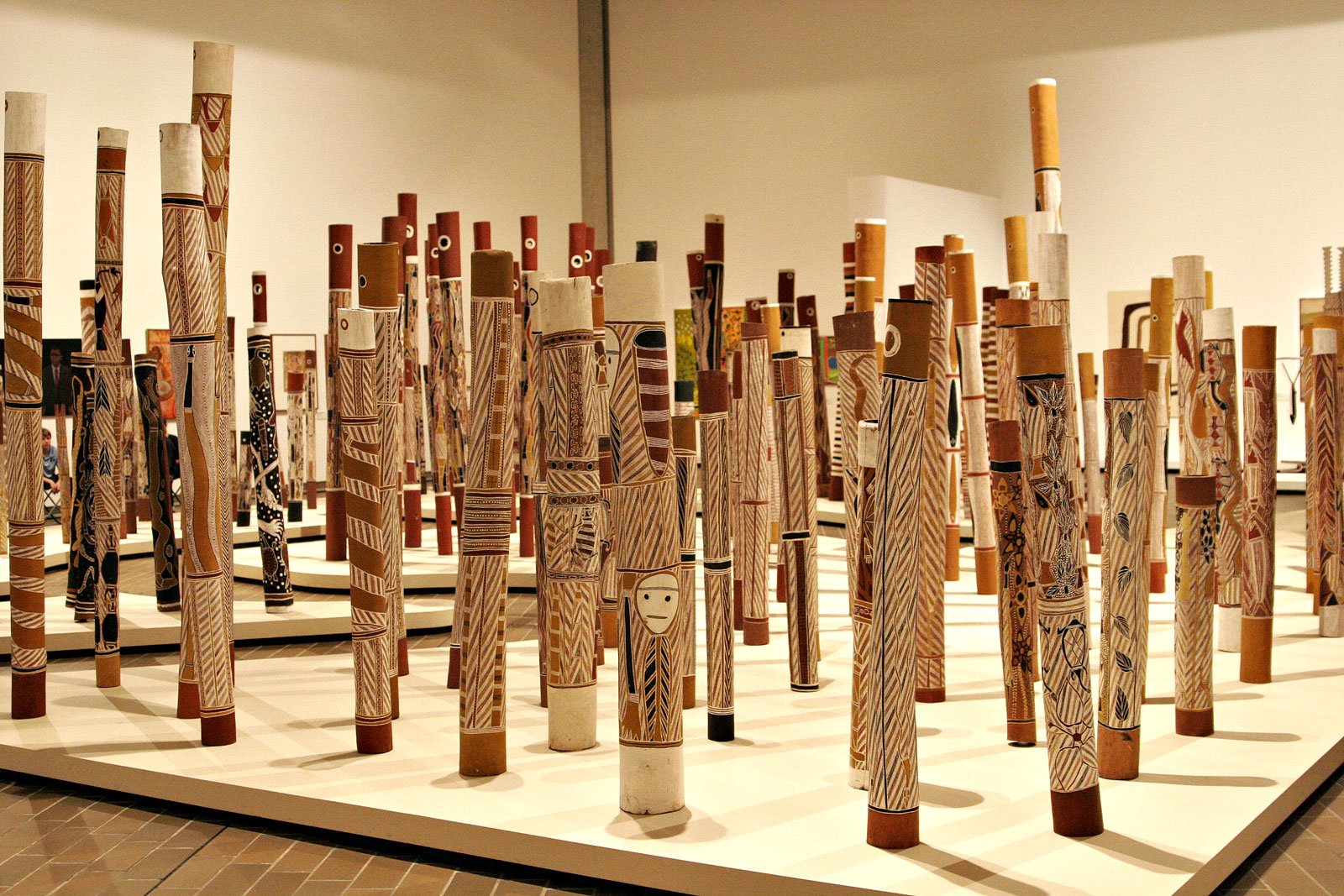
Aboriginal Memorial, por artistas de Raminginging en el Territorio del Norte de Australia.

Le predomina este colección por la Memorial Aborigen (Aboriginal Memorial) de 200 troncos de árboles pintados, los cuales conmemoran las personas indígenas que murieron entre 1788 y 1988 en defensa de su tierra contra las invasores británicas. Cada tronco es una dupun ataúd de madera, y se usan para simbolizar la transición de los muertos desde este mundo a lo próximo, según la cultura de aborígenes australianos. Artistas de Ramingining, una comunidad indígena en el Territorio de Norte de Australia, las pintaron para marcar el Bicentario de Australia de 1988 y la obra apareció en la Bienal de Sídney el mismo año. Mollison convino en comprar la obra para mostrarlo permanentemente en la Galería Nacional antes de la finalización de la obra.

## Acción legal
En 2014, la Galería Nacional demandó el anticuario Subhash Kapoor en la Corte Suprema de Nueva York por supuestamente esconder evidencia que una escultura del siglo XI de Shiva Nataraja, que la compró para A$5.6 millones en 2008, había sido robado desde un templo indio in Tamil Nadu. La Galería Nacional retiró de muestra la escultura mientras que el gobierno indio había peticionado formalmente que se devuelva la escultura.